# Jesse Lever
Jesse Lever (Bombay, 27 juni 1990) is een Indiaas acteur die voornamelijk in Hindi films speelt.

## Biografie
Lever was als kind te zien in Kabhi Khushi Kabhi Gham als zoon van zijn echte vader Johnny Lever. Na zijn studie bood hij een helpende hand aan goede vriend  regisseur Punit Malhotra tijdens de opnames van Gori Tere Pyar Mein (2013). Hierna is hij zijn carrière gestart als acteur en is vooralsnog alleen te zien geweest in bijrollen. Lever wil niet net als zijn vader komische rollen spelen omdat hij daar niet goed in is maar zichzelf meer richten op drama en actie.

## Filmografie
| Jaar | Film                    | Rol             | Opmerking           |
| ---- | ----------------------- | --------------- | ------------------- |
| 2001 | Kabhi Khushi Kabhi Gham | Haldiram's zoon | als kind            |
| 2013 | Gori Tere Pyar Mein     |                 | assistent regisseur |
| 2019 | War                     | Muthu           |                     |
| 2019 | Yeh Saali Aashiqui      | Venugopal       |                     |
| 2023 | Last Upload             | Aman Sharma     | korte film          |
| 2024 | Aflatoon                | Aftab           | Marathi film        |